# Jolsvai Leusták
Jolsvai Leusták (másképp Ilsvai, Ilosvai Lőkös; ?–1400) nádor.

## Élete
A Rátót nemzetség Gömör vármegyei ágából származott. Jolsván voltak birtokai. 1349-től folyamatosan töltött be fontos tisztségeket: udvarmester, Somogy, Fejér és Liptó megyei ispán, végül nádor lett. Állítólag Kanizsai János esztergomi érsek és az ő csapatai akadályozták meg 1395-ben, hogy Hedvig lengyel királynő mellett kiálló felvidéki nemesség nyílt lázadást robbantson ki. 1396-ban a nikápolyi csatában török fogságba esett.
Kiváltása érdekében fia György a Kanizsay testvérektől, János esztergomi érsektől, és István ajtónállótól 6000 forintot vett kölcsön. A kölcsön fejében elzálogosította Hrussó várát és uradalmát (Bars vármegyei falvakat), Novákot és Kaast, de az 50 ezer arany váltságdíjat így sem sikerült előteremteni. Fogságban hunyt el.